# プリプリ the premature priest
『プリプリ the premature priest』は、千明太郎の日本の漫画作品。

## あらすじ
神学校の学園改革プログラムとして神父を目指し、女子校に特例で転入した神御田聖人。しかし、神御田を退学させようとする生徒会役員やイタズラ大好きの女生徒に振り回されて、その生活は大変。そんな中で、何かと世話を焼いてくれるヒロインの望月綾乃に胸トキメかせる今日この頃。だが、神父に恋愛は御法度と考える神御田は‥‥‥‥！？

## 登場人物

### 生徒
神御田聖人
本作の主人公。将来は神父になるのが夢である。
望月綾乃
本作のメインヒロイン。将来は看護師になるのが夢。大のネコ好き。
豪徳寺絵里
剣道部。
一条留美
科学部。
シェリス・ダルク
騎道部の主将で、イタリアからの留学生。ただし、幽霊は大の苦手。
相間あゆみ
退魔師。
馬宮李里栖
聖歌部（実際はバンド）部長。ボーカル兼ギターを担当。関西弁で話す。
倉井妖子
ベース担当。
赤塁野乃子
ドラム担当。
歌久夜灯子
あゆみの退魔師の先輩。
右京
騎道部員。シェリスの側近。
左近
騎道部員。シェリスの側近。
葵静華
生徒会副会長。
黒岩英子
静華の側近。
白鳥美衣子
静華の側近。
織宮真衣
裁縫部部長。
彩古照美
美術部。
一色麗子
美術部。
エミリー桜庭
シスター見習い。
鐘堂福音
修道科。クイーンのファン。
秋坂千歳
退魔部志望。

### 教師
校長

高松
シスター。
藤枝
シスター。
神堂優雅

藍田
シスター。

### その他
絵里の母
外科医。
ナイトメア
夢魔。
高杉清十郎
シェリスが恋をしている人物。
新宮司
司祭。
ジェイムスン
執事。
亜紀子
メイド。
フェリーナ姫

エルマ

メア

フランチェスカ
シェリスの師匠。

## 単行本
- 千明太郎『プリプリ the premature priest』 秋田書店〈少年チャンピオン・コミックス〉、全11巻

1. 2005年2月5日発行、ISBN 4-253-20821-5
2. 2005年6月10日発行、ISBN 4-253-20822-3
3. 2005年11月10日発行、ISBN 4-253-20823-1
4. 2006年3月10日発行、ISBN 4-253-20824-X
5. 2006年8月5日発行、ISBN 4-253-20825-8
6. 2007年1月10日発行、ISBN 4-253-20826-6
7. 2007年6月10日発行、ISBN 978-4-253-20827-7
8. 2007年11月5日発行、ISBN 978-4-253-20828-4
9. 2008年4月5日発行、ISBN 978-4-253-20829-1
10. 2008年8月20日発行、ISBN 978-4-253-20830-7
11. 2008年12月20日発行、ISBN 978-4-253-20837-6